# Gwinea Równikowa na Letnich Igrzyskach Olimpijskich 2024
Gwinea Równikowa na Letnich Igrzyskach Olimpijskich 2024 – występ kadry sportowców reprezentujących Gwineę Równikową na igrzyskach olimpijskich, które odbyły się w Paryżu we Francji, w dniach 26 lipca – 11 sierpnia 2024.
Reprezentacja Gwinei Równikowej liczyła troje zawodników – kobietę i dwóch mężczyzn, którzy wystąpili w 2 dyscyplinach.
Był to jedenasty start Gwinei Równikowej na letnich igrzyskach olimpijskich.

## Reprezentanci

### Lekkoatletyka
| Zawodnik          | Konkurencja       | Runda 1 | Runda 1 | Runda 2 | Runda 2 | Półfinał | Półfinał | Finał | Finał   | Źródło |
| Zawodnik          | Konkurencja       | Wynik   | Miejsce | Wynik   | Miejsce | Wynik    | Miejsce  | Wynik | Miejsce | Źródło |
| ----------------- | ----------------- | ------- | ------- | ------- | ------- | -------- | -------- | ----- | ------- | ------ |
| Sefora Ada        | bieg na 100 m (k) | 13,63 · | 32.     | NQ      | NQ      | NQ       | NQ       | NQ    | NQ      | [ 1 ]  |
| Remigio Santander | bieg na 100 m (m) | 11,65 · | 41.     | NQ      | NQ      | NQ       | NQ       | NQ    | NQ      | [ 2 ]  |

### Pływanie
| Zawodnik      | Konkurencja           | Eliminacje | Eliminacje | Półfinał | Półfinał | Finał | Finał | Źródło |
| Zawodnik      | Konkurencja           | Czas       | Poz.       | Czas     | Poz.     | Czas  | Poz.  | Źródło |
| ------------- | --------------------- | ---------- | ---------- | -------- | -------- | ----- | ----- | ------ |
| Higinio Ndong | 50 m st. dowolnym (m) | 28,42      | 67.        | NQ       | NQ       | NQ    | NQ    | [ 3 ]  |